# Aréna du Pays d'Aix
L'aréna du Pays d'Aix est une salle polyvalente près du quartier des Milles à Aix-en-Provence (Bouches-du-Rhône) inaugurée le 11 octobre 2017.
L'aréna dispose d'une salle principale de 6 000 à 8 500 places et d'une salle secondaire de 1 000 à 2 000 places destinées à accueillir des manifestations sportives et des spectacles. Le Pays d'Aix Université Club handball en est le club résident.

## Historique
L'aréna du Pays d'Aix est à l'origine un projet de la communauté d'agglomération du Pays d'Aix (CPA) annoncé en 2008 par Maryse Joissains-Masini. En 2013, la CPA décide d'y joindre la construction d'un pôle d'échanges pour les transports en commun. Le projet est confié à la société publique locale Pays d'Aix Territoires en 2014 et le projet architectural choisi en 2015.
La salle est alors retenue comme site pour le Championnat du monde de handball masculin 2017, mais le projet n'ayant pas pu être mis en place à temps, la ville d’Aix-en-Provence renonce à figurer parmi les villes hôtes en mars 2015,.
Le 1er janvier 2016, la métropole d'Aix-Marseille-Provence succède à la CPA. Les travaux sont lancés en 2016 et la métropole lance en février 2017 la procédure afin de choisir un gestionnaire pour l'aréna,.
En juin 2017, c'est la filiale Lagardère Live Entertainment (filiale du Groupe Lagardère SCA) qui obtient la gestion de l'aréna du Pays d'Aix.

## Événements
- 11 octobre 2017, ouverture au public : première grande soirée, retransmise en direct sur BeIn Sports avec un match du Championnat de France de handball entre le PAUC et Chambéry, cocktail, bodega et set de DJ dont Feder[7].
- 19 novembre 2017, inauguration officielle avec le premier concert accueilli par l'Arena : les Enfoirés Kids[8].
- 21 et 22 avril 2018, Fed Cup 2018 : demi-finale France - États-Unis.
- du 8 au 10 juin 2018, Poule 12 de la Ligue des Nations de volleyball. Équipes participantes : France, Argentine, Corée du Sud, Serbie.